# Pierre Galoni
Pierre Galoni  (1915-2004) est un professeur et syndicaliste français.

## Biographie
Né le 25 février 1915 à Paris (12e arrondissement), orphelin à cinq ans, il est admis le 22 août 1920 à l'Assistance publique et placé dans une famille paysanne de la Sarthe. Remarqué par l'instituteur du village, boursier, il sort premier de l’école normale d’instituteur du Mans. Mobilisé en 1939, il sert comme 2e classe au 219e Régiment d’infanterie, est blessé et fait prisonnier en 1940. Il s'évade d’Allemagne en 1943, participe à la Résistance et au maquis. En 1946, il entre à l’ENNA de Nantes, d’où il sort de nouveau premier puis devient professeur.
Responsable des groupes FO pour l'enseignement technique professionnel, il lance à la tribune du Syndicat national de l'enseignement technique, formation professionnelle CGT le 28 novembre 1947, un appel à l’unité au sein de la C.G.T. , conformément aux orientations fixées par Robert Bothereau lors de la Conférence nationale des groupes FO, les 8 et 9 novembre 1947 salle Landry à Paris (« Partir  avec qui ? … Ce serait une fraction […] ayant tout de suite abandonné cette idée. » Et de conclure : « Il n’est qu’un objectif possible et que nous devrions jouer même à quitte ou double, c’est la reconquête de l’organisation syndicale et de la Confédération générale du travail. » ). Pierre Galoni assiste à la nouvelle Conférence nationale FO tenue les 18 et 19 décembre 1947 salle des Horticulteurs à Paris où est prise la décision de faire scission de la CGT . En conséquence, avec ses collègues favorables à Force ouvrière, il quitte en janvier 1948 le Syndicat national de l'enseignement technique, formation professionnelle CGT, pour fonder le  Syndicat national de l'enseignement technique Force Ouvrière (futur Syndicat national Force ouvrière des lycées et collèges) dont il est le secrétaire général de 1948 à 1960. 
Au moment de quitter ses fonctions, il fera devant ses camarades le bilan des actions menées « durant douze années, votre confiance m’a constamment maintenu au poste de Secrétaire Général de notre Syndicat. Ma seule préoccupation fut le servir de mon mieux, d’en faire un outil efficace au service de nos revendications fondamentales : situer nos Établissements à leur juste place dans l’Éducation Nationale, obtenir, pour toutes les catégories du Personnel, la sécurité de l’emploi, des rémunérations et des conditions de travail équitables, afin que soient réparées les injustices commises lors de notre prise en charge par l’Enseignement Technique [...] Vous m’avez enseigné une vérité essentielle : la foi syndicaliste ne s’épanouit pleinement que dans un climat d’amitié. Je n’oublierai jamais cet enseignement ».
De 1953 à 1968, Pierre Galoni est secrétaire général de la Fédération nationale de l'enseignement, de la culture et de la formation professionnelle - FO. Robert Bothereau lui demande de veiller, surtout, à ce qu’elle ne se développe pas trop pour ne pas faire d’ombre à la FEN, un affrontement avec cette organisation étant néfaste aux intérêts communs». A la tête de la FEN-FO, Pierre Galoni défend une conception humaniste du savoir : « tout homme qui veut rester libre et résister à toutes les machines de propagande qui le broient, à toutes les doctrines qui l'avilissent, tout homme qui veut comprendre son temps et remplir pleinement son rôle dans la société doit nécessairement être cultivé. Sinon sa qualité d'homme se dégrade peu à peu. Il subit au lieu de comprendre. Il exécute au lieu de penser. Il s'identifie peu à peu à la machine et devient, comme elle, un robot ».
Délégué au congrès fondateur de Force Ouvrière des 12-13 avril 1948 à la mutualité, il partage ses mandats lors des votes sur le préambule des statuts, sur la structure du syndicat et sur le titre. Il vote contre l'affiliation à la Fédération syndicale mondiale. De 1950 à 1960, il est membre de la commission exécutive confédérale. En octobre 1953, il est élu membre du bureau de la FGF FO . De mai 1960  à 1977 il est membre du bureau confédéral de Force ouvrière, chargé du Centre confédéral d’éducation ouvrière (CCEO) et du Centre de formation des militants. À ce titre, il organise à partir de 1960 un séminaire de formation de syndicalistes africains. C'est l'occasion pour lui de rappeler les valeurs auxquelles il est attaché: « les idéologies qui sacrifient l'homme à la société subordonnent le syndicalisme au pouvoir politique et les associent non pour les libérer mais pour les asservir. Notre refus d'aliéner notre indépendance témoigne de cette fidélité à la mission fondamentale du syndicalisme qui est de servir l'homme en édifiant une société plus juste et plus humaine ». Ce séminaire rassemble en 1960 18 syndicalistes africains venant de 8 pays africains, l'année suivante 36 participants de 15 pays en 1969, 
une quarantaine de syndicalistes représentant douze pays d'Afrique francophone
Pendant les événements de mai 1968, Pierre Galoni appelle au dialogue :  «  la police envahit l'université et matraque les étudiants. Elle répond, avec sa brutalité coutumière à la violence de quelques extrémistes. Faute d'avoir su associer le syndicalisme étudiant aux nécessaires réformes de structures, le gouvernement porte une large part de responsabilité dans une telle situation. [...] Réorganisée dans ses structures, rajeunie par le contenu et les méthodes de son enseignement, ouverte plus généreusement à la classe ouvrière, soucieuse de jouer son rôle dans un monde qui se transforme, par le savoir et le savoir-faire, l'Université nouvelle est une garantie d'humanité. Ne la laissons pas devenir le champ clos de l'inhumanité ». Dans un autre article, il met en garde contre la politisation de l'enseignement : « est-il nécessaire à une véritable démocratie que les partis politiques pénètrent l'Université? Jules Ferry, qui était un vrai démocrate, leur en interdisait l'accès par souci de tolérance, de neutralité, de laïcité, et pour la maintenir dans sa raison d'être : le lieu privilégié de la réflexion, de l'étude et de la recherche ».
Membre du groupe CGT-FO au Conseil économique et social du 16 janvier 1964 au 19 novembre 1973, il est du 20 novembre 1973 au 31 août 1974, vice-Président du groupe CGT-FO au Conseil économique et social et, du 3 décembre 1974 au 31 août 1979 membre du groupe des Personnalités Outre-Mer et Zone Franc. Il siège du 16 janvier 1964 au 25 février 1967 à la Section de l'Adaptation à la Recherche Technique et de l'Information Économique, devient du 1er septembre 1964 au 30 août 1969 vice-Président de la Section du Développement économique et social des pays autres que la France et de la coopération technique. Du 1er septembre 1969 au 31 août 1974, il est vice-Président de la Section de l'Expansion extérieure et de la Coopération, du 23 janvier 1975 au 31 août 1979 membre de la Section de l'expansion économique extérieure et coopération enfin du 6 juillet 1976 au 31 août 1979, membre de la Commission temporaire "les voies et moyens de l'expansion économiques des territoires d'outre-mer du pacifique" .
Par arrêté ministériel du 5 mai 1971, il est nommé membre du Conseil national de l'enseignement supérieur et de la culture . Il est officier de la Légion d'honneur... et enfin écrivain.
Il est mort le 24 novembre 2004 à Montcusel dans le Jura. Pierre Galoni était marié  à Odette et avait des enfants. 
Dans son dernier ouvrage, Marc Blondel lui a rendu hommage en ces termes : « son grand savoir, sa gentillesse et sa courtoisie, son sens de l’écoute aussi s’ajoute à la discrétion, forme d’effacement de soi toute empreinte d’humanisme qu’il transforme, sans cesse, en une valorisation de ceux qu’il a aidés presque toute sa vie »